# Анна Московська
Анна Московська (1393—1417) — візантійська імператриця.

## Життєпис
Походила з династії Рюриковичів, Московської гілки. Донька Василя I, великого князя Володимирського і Московського, та Софії з Гедиміновичів. Народилася у 1393 році. У 1411 році розпочалися перемовини щодо укладання шлюбу Анни зі старшим сином візантійського імператора Мануїла II. У 1414 році прибула до Константинополя, де відбувся шлюб.
У 1416 році її чоловік став співімператором спільно з батьком. Водночас Анна отримала титул молодшої імператриці (стала другою за статусом після імператриці Олени). Але вже у серпні 1417 року померла під час епідемії мору (ймовірно будонної чуми). Похована в монастирі Липса в Константинополі.